# 圆叶野海棠
圆叶野海棠（学名：Bredia rotundifolia）为野牡丹科野海棠属下的一个种。

## 扩展阅读
- 維基物種上的相關：圆叶野海棠